# Кальварія (місто)
Кальва́рія (лит. Kalvarija) — місто в Литві в Маріямпольському повіті, центр Кальварійського самоврядування. Місто розташоване на річці Ш'яшупе. Є залізнична станція.
У місті налагоджено випуск будівельних матеріалів; також працюють підприємства харчової промисловості. Місто відоме з 18 століття. На 2005 рік населення Кальварії становило 5066 осіб.
| Литва | Це незавершена стаття з географії Литви. Ви можете допомогти проєкту, виправивши або дописавши її. |